# Cemihyclops ceduensis
Cemihyclops ceduensis is een eenoogkreeftjessoort uit de familie van de Clausidiidae. De wetenschappelijke naam van de soort is voor het eerst geldig gepubliceerd in 2008 door Karanovic.